# Liste des communes d'Algérie
Depuis la dernière réforme administrative relative au découpage de l'Algérie en 1983, il existe 1541 communes dans ce pays.[réf. nécessaire]
La  liste des communes d'Algérie est la suivante par wilaya :

01 - Communes de la wilaya d'Adrar
02 - Communes de la wilaya de Chlef
03 - Communes de la wilaya de Laghouat
04 - Communes de la wilaya de Oum El Bouaghi
05 - Communes de la wilaya de Batna
06 - Communes de la wilaya de Béjaïa
07 - Communes de la wilaya de Biskra
08 - Communes de la wilaya de Béchar
09 - Communes de la wilaya de Blida
10 - Communes de la wilaya de Bouira
11 - Communes de la wilaya de Tamanrasset
12 - Communes de la wilaya de Tébessa
13 - Communes de la wilaya de Tlemcen
14 - Communes de la wilaya de Tiaret
15 - Communes de la wilaya de Tizi Ouzou
16 - Communes de la wilaya d'Alger
17 - Communes de la wilaya de Djelfa
18 - Communes de la wilaya de Jijel
19 - Communes de la wilaya de Sétif
20 - Communes de la wilaya de Saïda
21 - Communes de la wilaya de Skikda
22 - Communes de la wilaya de Sidi Bel Abbès
23 - Communes de la wilaya de Annaba
24 - Communes de la wilaya de Guelma
25 - Communes de la wilaya de Constantine
26 - Communes de la wilaya de Médéa
27 - Communes de la wilaya de Mostaganem
28 - Communes de la wilaya de M'Sila
29 - Communes de la wilaya de Mascara
30 - Communes de la wilaya de Ouargla
31 - Communes de la wilaya d'Oran
32 - Communes de la wilaya d'El Bayadh
33 - Communes de la wilaya d'Illizi
34 - Communes de la wilaya de Bordj Bou Arreridj
35 - Communes de la wilaya de Boumerdès
36 - Communes de la wilaya d'El Tarf
37 - Communes de la wilaya de Tindouf
38 - Communes de la wilaya de Tissemsilt
39 - Communes de la wilaya d'El Oued
40 - Communes de la wilaya de Khenchela
41 - Communes de la wilaya de Souk Ahras
42 - Communes de la wilaya de Tipaza
43 - Communes de la wilaya de Mila
44 - Communes de la wilaya de Aïn Defla
45 - Communes de la wilaya de Naâma
46 - Communes de la wilaya de Aïn Témouchent
47 - Communes de la wilaya de Ghardaïa
48 - Communes de la wilaya de Relizane
49 - Communes de la wilaya de Timimoun
50 - Communes de la wilaya de Bordj Badji Mokhtar
51 - Communes de la wilaya de Ouled Djellal
52 - Communes de la wilaya de Béni Abbès
53 - Communes de la wilaya d'In Salah
54 - Communes de la wilaya d'In Guezzam
55 - Communes de la wilaya de Touggourt 
56 - Communes de la wilaya de Djanet
57 - Communes de la wilaya d'El M'Ghair
58 - Communes de la wilaya d'El Menia